# Hans Lucke
Hans Lucke (* 25. April 1927 in Dresden; † 27. August 2017 in Weimar) war ein deutscher Schauspieler, Autor und Regisseur.

## Leben
Lucke war der Sohn des Dresdner Architekten Arno Lucke. Er studierte 1944 ein Semester an der Dresdner Schauspielschule und wurde dann zur Teilnahme am Zweiten Weltkrieg zur Wehrmacht eingezogen. 1945 geriet er in sowjetische Gefangenschaft, aus der er 1946 nach Dresden zurückkam. Er studierte wieder an der Schauspielschule.
Es folgten Engagements in Görlitz, Zittau, in Dresden am Sächsischen Landeschauspiel, ab 1954 am Staatstheater und dann als Schauspieler und Regisseur am Deutschen Theater in Berlin. In dieser Zeit wohnte er in Babelsberg. Später arbeitete Lucke als freier Autor und Schauspieler. Seit Beginn der 1950er-Jahre war er auch als Dramatiker tätig, was durch die Verleihung des Lessing-Preises 1958 ausgezeichnet wurde. Seit Ende der 1950er-Jahre arbeitete er auch als Filmautor und inszenierte selbst. Von 1973 bis 1977 war er Regisseur am Volkstheater Rostock.
Daneben schrieb er auch Fernsehspiele und trat in zahlreichen Fernsehspielen und -filmen auf.
Lucke war mit der Musikwissenschaftlerin Irina Lucke-Kaminiarz verheiratet. Sie übergab am 27. März 2024 den ersten Teil des Nachlasses von Hans Lucke an das Stadtarchiv Dresden.

## Filmografie (Auswahl)
- 1955: Der Ochse von Kulm
- 1959: Verwirrung der Liebe
- 1960: Hochmut kommt vor dem Knall (Drehbuch, mit Kurt-Jung-Alsen)
- 1960: Das Leben beginnt
- 1960/2014: Sommerwege (Regie)
- 1961: Septemberliebe
- 1961: Der Mann mit dem Objektiv
- 1961: Urlaub ohne Dich (auch Buch und Regie)
- 1962: Ärzte
- 1962: Tanz am Sonnabend – Mord?
- 1962: Freispruch mangels Beweises
- 1962: Jean Baras’ große Chance
- 1963: Geheimarchiv an der Elbe
- 1963: For Eyes Only
- 1963: Winterschlacht
- 1964: Schwarzer Samt
- 1965: … nichts als Sünde
- 1966: Ein Jahr, so lange wie das Leben ("Год как жизнь", UdSSR)
- 1967: Die gefrorenen Blitze
- 1967: Kriminalfälle ohne Beispiel: Der Fall Timo Rinnelt (Fernsehen)
- 1968: Jungfer, Sie gefällt mir
- 1969: Das siebente Jahr
- 1971: Polizeiruf 110: Der Fall Lisa Murnau (Fernsehreihe)
- 1972: Polizeiruf 110: Verbrannte Spur (Fernsehreihe, Drehbuch)
- 1972: Polizeiruf 110: Blütenstaub (Fernsehreihe, auch Drehbuch)
- 1974: Kit & Co
- 1975: Polizeiruf 110: Der Mann (Fernsehreihe)
- 1975: Heimkehr in ein fremdes Land (Fernsehen)
- 1975: Fischzüge (Fernsehfilm)
- 1975: Das Sommerhaus (Drehbuch)
- 1978: Polizeiruf 110: Holzwege (Fernsehreihe)
- 1980: Am grauen Strand, am grauen Meer (Fernsehen)
- 1985: Die Leute von Züderow (Fernsehreihe, auch Szenarium)

## Theater (unvollständig)

### Autor
- 1953: Die letzte Stunde (Schauspiel)
- 1953: Taillenweite 68 (dramatischer Schwank)

- 1953: Fanal
- 1955: Kaution – Regie: Fritz Wendel (Staatstheater Dresden – Kleines Haus)
- 1956: Glatteis – Regie: Fritz Wendel (Staatstheater Dresden)
- 1956: Kawulke kontra Meyer (Fernsehspiel)
- 1957: Der Keller (Schauspiel; auch Rolle als SS-Offizier) – Regie: Hannes Fischer (Staatstheater Dresden – Kleines Haus)
- 1958: Kaution – Regie: Erich-Alexander Winds (Maxim-Gorki-Theater Berlin)
- 1958: Der Herr aus Zürich (Fernsehspiel)
- 1960: Untersuchungshaft (Schauspiel)
- 1964: Haus Pechmühle (Schauspiel)
- 1967: Zweimal Neunzehn (Fernsehspiel in zwei Teilen)
- 1969: Mäßigung ist aller Laster Anfang – Regie: Uta Birnbaum/Friedo Solter (Deutsches Theater Berlin – Kammerspiele)

### Schauspieler
- 1962: Friedrich Schiller: Wilhelm Tell (Stauffacher) – Regie: Wolfgang Langhoff (Deutsches Theater Berlin)
- 1962: Konstantin Simonow: Der Vierte – Regie: Lothar Bellag (Volksbühne Berlin – Theater im III. Stock)
- 1962: Gerhart Hauptmann: Florian Geyer (Menzingen) – Regie: Wolfgang Heinz (Volksbühne Berlin)
- 1963: Rolf Schneider: Prozeß Richard Waverly – Regie: Wolf-Dieter Panse (Deutsches Theater Berlin – Kammerspiele)
- 1964: Molière: Tartuffe (Orgon) – Regie: Benno Besson (Deutsches Theater Berlin – Kammerspiele)
- 1964: Peter Hacks (nach Offenbach/Meilhac/Halévy): Die schöne Helena (Ajax 1) – Regie: Benno Besson (Deutsches Theater – Kammerspiele)
- 1967: Rolf Schneider: Prozeß in Nürnberg (Feldmarschall Paulus) – Regie: Wolfgang Heinz (Deutsches Theater Berlin)
- 1968: Johann Wolfgang von Goethe: Faust. Der Tragödie erster Teil (Im Vorspiel: Lustige Person und Student in Auerbachs Keller) – Regie Wolfgang Heinz/Adolf Dresen (Deutsches Theater Berlin)
- 1968: Ariano Suassuna: Das Testament eines Hundes (Colonel) – Regie: Friedo Solter (Deutsches Theater Berlin)
- 1970: Hans Magnus Enzensberger: Das Verhör von Habana (Moderator) – Regie: Manfred Wekwerth (Deutsches Theater Berlin)

## Hörspiele

### Sprecher
- 1963: Joachim Goll: Eine kleine Hausmusik – Regie: Hans Knötzsch (Hörspiel – Rundfunk der DDR)
- 1969: Fritz Selbmann: Ein weiter Weg (Lohse) – Regie: Fritz-Ernst Fechner (Hörspiel (8 Teile) – Rundfunk der DDR)
- 1970: William Shakespeare: Othello (Montano) – Regie: Gert Andreae (Hörspiel – Rundfunk der DDR)
- 1970: Horst Bastian: Deine Chance zu leben (Schuldirektor) – Regie: Detlef Kurzweg (Hörspiel – Rundfunk der DDR)

### Autor
- 1985: Stadelmann – Regie: Werner Grunow (Hörspiel Kunstkopf – Rundfunk der DDR)
- 1989: Der Hund mit der grünen Nase – Regie: Eveline Fuhrmeister (Kinderhörspiel/Kurzhörspiel – Rundfunk der DDR)